# Замок Белфаст
Замок Белфаст (англ. Belfast Castle) — стародавній замок Ірландії, розташований на схилах гір у Кайхілл Кантрі Парк, у Белфасті, Північна Ірландія. Стоїть на висоті 122 метрів над рівнем моря; з нього відкривається вид на місто Белфаст.

## Історія
Замок Белфаст побудований наприкінці XII століття норманами, був розташований в самому місті. Замок оточений вулицями Гай-стріт, Замковою площею, площею Донегол — в центрі міста Белфаст. Цей замок був резиденцією 1-го барона Чічестера (він був більш відомий як сер Артур Чічестер), але ця резиденція згоріла в 1708 році. Замість того, щоб відновити резиденцію на колишньому місці, барон Чічестер вирішив побудувати нову резиденцію в передмісті. Будівля, яку ми бачимо сьогодні, побудована у 1811—1870 роках 3-м маркізом Донегол. 
Замок був побудований в стилі шотландських баронів Чарльза Ланьона та його синів. Після смерті 3-го маркіза Донегол і економічної кризи родини, 8-й граф Шефтсбері завершив будівництво замку.
Його син — 9-й граф Шефтсбері жив у цьому замку до 1934 року. У 1978 році в Белфасті міська рада розпочала капітальний ремонт замку, який тривав 10 років. На ремонт було витрачено понад 2 млн стерлінгів. Архітектором реставрації були партнери Г'юїтт та Геслем. Будівля офіційно знову відкрила свої двері для публіки 11 листопада 1988 року.
У замку присутній антикварний магазин, ресторан й центр для відвідувачів. Замок є популярним місцем для проведення конференцій, приватних вечірок і весіль.